# 대동향교초등학교 대신분교
대동향교초등학교 대신분교는 대한민국 전라남도 함평군 대동면 금산리 422-7에 있었던 공립 초등학교이다.

## 변천
- 1967.09.09 대동국민학교 대광분교로 개설
- 1968.07.23 대광국민학교 설립 인가
- 1984.06.05 병설유치원 설립
- 1996.03.01 대광초등학교로 개칭
- 1998.03.01 대동초등학교 대신분교장으로 격하
- 1999.09.01 대동향교초등학교 대신분교장으로 변경
- 2008.03.01 폐교